# Sijo
Le sijo ([ɕiʥo], hangeul : 시조, trad. : « air populaire ») est un poème à forme fixe originaire de Corée et qui s'est développé lors de la période Joseon.

## Histoire
Les premiers sijo sont du poète U T'ak (1262-1342) de la dynastie Goryeo de la fin du XIIIe et au début du XIVe siècle. C'est pendant la dynastie Yi de la période Joseon que le genre se développe. 
La poétesse Hwang Jini, qui vécut sous le règne du roi Jungjong (1506-1544), est considérée comme l'une des meilleures auteurs de sijo,.

## Forme
Le sijo désigne une forme poétique construite en 3 vers comptant chacun 3 groupes de syllabes, les deux premiers vers exposent le thème et le troisième apporte la conclusion. 
Exemples de sijo :
- De l'amiral Yi Sun-sin :

« Une nuit où la lune brillait sur l'île de Hansan
Seul sur une tour de guet  L'épée au côté, en proie à l'angoisse
Venu d'on ne sait où l'appel d'un sifflet me déchire les entrailles »
- De Hwang Jini :

동지달 기나긴 밤을 한 허리를 버혀 내여
춘풍 이불 아래 서리서리 넣었다가
어론 님 오신 날 밤이여든 굽이굽이 펴리라
« Je coupe en deux la longue nuit de novembre
Glisse une moitié sous la couverture printanière
Quand il viendra, je la déroulerai pouce après pouce, pour rendre la nuit plus longue »

## Poètes
- Hwang Jini
- Yun Seondo
- Jeong Cheol